# Рашевский, Владимир Валерьевич
Владимир Валерьевич Рашевский (род. 29 сентября 1973, Москва) — российский экономист и топ-менеджер, управляющий крупными индустриальными компаниями (с 2004), в прошлом — банкир
 (с 1994 по 2004).
С 2020 г. — главный исполнительный директор, Председатель Правления, Генеральный директор АО «МХК ЕвроХим». С 2004 по 2020 год — руководитель Сибирской угольной энергетической компании (АО «СУЭК»). Работник угольной отрасли России, лауреат премии Правительства Российской Федерации в области науки и техники (2008), награждён орденами Дружбы (2012, за большой личный вклад в развитие угольной промышленности России) и Почёта (2019). Ранее занимал должность председателя правления и члена совета директоров МДМ-Банка (2001—2004).

## Биография
Родился 29 сентября 1973 года в Москве, в семье военного инженера, мать работала переводчиком, начальником отдела внешних связей завода ЗИЛ.

### Образование
В 1990 году окончил московскую двадцать первую физико-математическую школу на «Академической».
В 1995 году окончил факультет международных экономических отношений Московского финансового института (современный Финансовый университет при Правительстве Российской Федерации), получил специальность «Мировая экономика». Окончил аспирантуру в Финансовой академии, и в 1999 году защитил диссертацию по теме «Банковский менеджмент» (кандидат экономических наук).

### Банковская деятельность
С июня 1992 года начал работать в московском Автобанке — экономистом отдела финансовых операций валютного управления, затем старшим дилером отдела биржевых операций и международных корреспондентских отношений (1993—1994), стал начальником Управления валютных операций. С 2000 года — член правления банка, заместитель председателя правления Автобанка..
В мае 2000 года перешёл в МДМ-Банк («Московский Деловой Мир»), где начал руководить Инвестиционным департаментом, одновременно — заместитель председателя правления МДМ-Банка (2000), под руководством А. И. Мельниченко. С конца 2001 года был председателем правления банка.

### Работа в угольной и энергетической отрасли
В 2004 году началась реструктуризация группы «МДМ» (MDM Group), и он занял пост президента ЗАО «Холдинговая компания „СУЭК“», а в декабре 2004 года стал генеральным директором ОАО «СУЭК», которая объединила угольные и энергетические активы Промышленной группы МДМ.
В 2011 году В. В. Рашевский вошёл в совет директоров АО «СУЭК» (до 2015, и с 2020). Член совета директоров «МРСК Сибири».
В мае 2012 года он отказался возглавить Министерство энергетики Российской Федерации.
В конце года вошёл в список самых дорогих топ-менеджеров по версии редакции Forbes.
В 2013 году доля акций СУЭК В. В. Рашевского выросла до 7,8 % (на 2010 год было известно, что он владел 2,7 % акций).
В конце 2016 года СУЭК превысила 100 миллионов тонн добычи угля в год. Губернатор А. Тулеев отметил, что компания сохраняет позицию лидера в угольной промышленности России и является одной из ведущих угольных компаний мира.
В мае 2020 года покинул пост генерального директора СУЭК, но остался в совете директоров СУЭК, а также вошёл в совет директоров компании «Еврохим». В марте 2022 года
В. В. Рашевский покинул совет директоров СУЭК, а также оставил пост генерального директора «Еврохима» в связи с попаданием в санкционный список Евросоюза.

### Работа в химической отрасли
7 сентября 2020 года назначен на должность Главного исполнительного директора Группы ЕвроХим , с октября 2020 года также — Генеральный директор АО «МХК ЕвроХим».

## Награды, премии и звания
- 2008 — «Лауреат премии Правительства Российской Федерации в области науки и техники»[25].
- 2010 — Благодарность Президента РФ «За активное участие в ликвидации последствий аварии на Саяно-Шушенской ГЭС, заслуги в развитии топливно-энергетического комплекса Сибири»[26].
- 2012 — Орден Дружбы, за большой личный вклад в развитие угольной промышленности России[27].
- 2015 — признан лучшим топ-менеджером России, победив в номинации «Лучший высший руководитель» премии «Топ-1000 российских менеджеров — 2015», организованной Ассоциацией менеджеров, издательским домом «Коммерсантъ» и Общероссийской общественной организацией «Деловая Россия»[28].
- 2016 — «Меценат года» — общенациональная премия Министерства культуры РФ, за большой вклад в развитие культуры в Кемеровском регионе, в том числе за реализуемый по инициативе генерального директора СУЭК проект гастролей в Кузбассе ведущих российских театров[29].
- 2019 — Орден Почёта[30][31], за достигнутые трудовые успехи, активную общественную деятельность и многолетнюю добросовестную работу. Также в указе отмечены заслуги Рашевского в области угольной промышленности[32].
- 2019 — «Благодарственное письмо» Министерства природных ресурсов и экологии РФ за активное участие в волонтёрской акции «Стань Участником Эко Команды»[33].
- 2020 — Благодарность Президента РФ и почетная медаль за активное участие в организации акции #МыВместе по поддержке населения в период пандемии COVID-19[34].

Имеет различные ведомственные звания: «Почётный работник Топливно-энергетического комплекса», «Почётный работник охраны природы», «Почётный работник угольной промышленности». Ведомственные награды: Золотой знак «Горняк России», медаль «За служение Кузбассу», медали за «Особый вклад в развитие Кузбасса» 2 и 3 степени, юбилейный знак «90-летие ГОЭЛРО», орден «За заслуги перед Хакасией». А также, лауреат премии «Топ-1000 российских менеджеров» (2015. и 2019.) годов.

## Санкции
В марте 2022 года после вторжения России на Украину попал под санкции всех стран Евросоюза так как «поддерживает, материально и финансово, получая выгоду от правительства Российской Федерации, которое несет ответственность за аннексию Крыма и дестабилизацию Украины», кроме того отмечается что «МХК ЕвроХим» поставляла аммиачную селитру на оккупированные территории Донбасса.
15 марта 2022 года включён в санкционный лист Великобритании. Также, по аналогичным основаниям, находится под санкциями Швейцарии, Австралии, Украины и Новой Зеландии.

## Членство в организациях
- Член Правления Российского союза промышленников и предпринимателей (РСПП), вице-президент[41], заместитель председателя комиссии РСПП по горнопромышленному комплексу[42], возглавляет Координационный совет отделений РСПП Сибирского федерального округа[43].
- Член Комиссии по ТЭК при Президенте РФ[44].
- Член Правительственной комиссии по ТЭК[45].
- Член Правительственной комиссии по транспорту[46].
- Член Правительственной комиссии по вопросам природопользования и охраны окружающей среды[47].
- Член Совета Фонда «Сколково»[48].
- Входит в наблюдательный совет Ассоциации «Некоммерческое партнёрство Совет рынка по организации эффективной системы оптовой и розничной торговли электрической энергией и мощностью»[49].